# 戈登貝爾獎
戈登貝爾獎（ACM Gordon Bell Prize）美國計算機協會設立於1987年，每年頒發，是一種超級電腦應用軟體設計獎，獎金象徵性1萬美元。
戈登貝爾獎通常會由當年前500排行名列前茅的超級電腦系統之上所跑的的應用軟體獲得，例如美國「泰坦」超級電腦、日本「京」超級電腦上的應用軟體都曾得獎，從設立後30多年來都由美國和日本軟體獲得此獎，直到2016年中國打破此一規律由神威·太湖之光超級電腦上的「全球大氣非靜力雲分辨模擬」應用軟體得獎。
獎項分為
- 最高性能獎 (Peak Performance)
- 最高性價比獎(Price/Performance)
- 特別獎 (Special Achievement)

## 中国获奖团队
2016年，中科院软件所杨超和清华大学计算机系薛巍、地球系统科学研究中心付昊桓等共同领导的团队所完成的“千万核可扩展大气动力学全隐式模拟”获得“戈登·贝尔”奖，实现了中国高性能计算应用在此奖项上零的突破。
2017年， 清华大学地球系统科学系副教授付昊桓等带领的团队以“非线性地震模拟”获得戈登贝尔奖。
2020年，由来自加州大学伯克利分校、北京应用物理和计算数学研究所、北京大学应用物理与技术研究中心，普林斯顿大学的学者组成的中美合作团队凭借"深度势能分子动力学"获得戈登贝尔奖。
2021年，“超大规模量子随机电路实时模拟（SWQSIM）”团队获得戈登贝尔奖。团队来自之江实验室及国家超级计算无锡中心、清华大学及国家超级计算无锡中心、国家超级计算无锡中心、上海量子科学研究中心。

## 外部連結
- Gordon Bell Prize - Award Winners: List By Year （页面存档备份，存于）
- Gordon Bell Prize description from SC13
- ACM Gordon Bell Prize Winners 2006-present
- Earlier Prize Winners 1987–1999 （页面存档备份，存于）